# Caradrina eva
Caradrina eva là một loài bướm đêm trong họ Noctuidae.